# Tejsowo
Tejsowo – jezioro położone w woj. warmińsko-mazurskim, w powiecie mrągowskim, w gminie Piecki.

## Morfometria
Jezioro ma następujące cechy morfometryczne: powierzchnia – 33,42 hektara, maksymalna głębokość – 15,8 metra, maksymalna długość – 925 metrów, maksymalna szerokość – 400 metrów, średnia szerokość – 322 metry, objętość – 1356,7 m³, położenie – 131,9 m n.p.m. W odległości około dwóch kilometrów od akwenu nie ma żadnych zabudowań (dalej leży wieś Machary). Do jeziora wpływa od zachodu ciek Babięty (Babant), odwadniający jezioro Babięty Małe, który po wypłynięciu, po około kilometrze uchodzi do Babięckiej Strugi. Akwen zasila też struga Krawno, która odwadnia jezioro Kał (Kały). 

## Przyroda
Jest to akwen linowo-szczupakowy. Występują tu: szczupak, lin, okoń, leszcz, płoć, wzdręga, karaś, krąp oraz węgorz. Na płaskich, podmokłych pobrzeżach od wschodu i zachodu położone są łąki z kępami drzew. Pozostałe brzegi są wyższe i porośnięte lasami. Roślinność wodna jest dobrze rozwinięta – na brzegach rosną oczerety, a w wodzie roślinność zanurzona.